# Izmit Ismetpaşastadion
Het Izmit Ismetpaşa Stadion (Turks: İzmit İsmetpaşa Stadı) is de thuisbasis van de Turkse voetbalclub Kocaelispor. Het stadion bevindt zich in İzmit en is in 1978 geopend voor gebruik. Het heeft een capaciteit van 16.500 zitplaatsen. Zoals vele stadions in Turkije heeft ook dit stadion een sintelbaan rond het voetbalveld, die gebruikt wordt door semi-professionele atleten.
Het Izmit Ismetpaşa Stadion is vernoemd naar een van de grondleggers van het moderne Turkije en tevens oud-president van het land, Ismet Inönü. Het stadion werd minder dan een jaar na zijn dood in gebruik genomen.